# 카투모주

카투모(소말리어: Khaatumo 카투모) 또는 카투모주(소말리어: Dowlad Goboleedka Khaatumo ee Soomaaliya 다울라드 고볼레드카 카투모 에 소말리야, 아랍어: ولاية خاتمة 윌라야트 아르드 알카툼 앗수말리야[*])는 SSC 운동의 계승 정부로서, 소말릴란드와 푼트란드 사이에 위치했던 국가다. 2012년 토그데르주의 부후들과  사나그주의 솔 지역을 중심으로 한 지도자들은 이 지역을 자치주로 선포했다. 2015년 말 카투모주는 기능이 중단되었고, 2017년 10월 20일 카투모의 대통령과 소말릴란드 정부는 소말릴란드의 헌법을 개정하고 카투모주의 영토를 소말릴란드에 다시 병합하기로 합의했다.